# Mynes negrito
Mynes negrito är en fjärilsart som beskrevs av Hans Fruhstorfer 1913. Mynes negrito ingår i släktet Mynes och familjen praktfjärilar. Inga underarter finns listade i Catalogue of Life.